# After Man: A Zoology of the Future
Nakon čoveka: zoologija budućnosti (engl. After Man: A Zoology of the Future) prva je knjiga iz žanra spekulativna evolucija koju je napisao škotski geolog i paleontolog Dougal Dikson. Knjiga je objavljena 1981. godine od strane izdavačkih kuća Granada Publishing, u Ujedinjenom Kraljevstvu, i St. Martin's Press, u Sjedinjenim Američkim Državama. Knjiga je ponovo objavljena 2018. godine od strane izdavačke kuće Breakdown Press u Ujedinjenom Kraljevstvu. Knjiga je ilustrovana ilustracijama životinja sa Zemlje koje žive tokom perioda 50 miliona godina nove ere u periodu Kenozoika koji Dikson naziva Postomik (eng. Posthomic).
Nakon čoveka upotrebljava izmišljenu postavku i hipotetičke životinje da objasni prirodne procese koji stoje iza evolucije, što je koncept koji se pokazao uspešnim. Uspeh Nakon čoveka iznedrio je dve prateće knjige o spekulativnoj evoluciji (koje se ponekad zajedno nazivaju „Nakon trilogja”) koje su koristile nova izmišljena okruženja i bića da bi objasnili druge prirodne procese. Novi dinosaurusi, objavljeni 1988. godine, objasnili su koncept zoogeografije i biogeografskih područja kroz svet u kojem se kredno-paleogeno izumiranje nikada nije dogodilo, a neptičji dinosaurusi još uvek žive. Knjiga Čovek nakon čovek, objavljena 1990. godine, usredsredila se na klimatske promene tokom sledećih nekoliko miliona godina sa gledišta budućih ljudskih vrsta genetički modifikovanih da se tome prilagode.
Nakon čoveka i Diksonove kasnije knjige su inspirisale spekulativni evolucijski umetnički pokret koji se fokusira na spekulativnim scenarijima u evoluciji života, često mogućim budućim scenarijima (poput Nakon čoveka) ili na alternativne puteve u prošlosti (poput Novih dinosaursa). Dikson se često smatra osnivačem modernog pokreta spekulativne evolucije.

## Raspored kontinenata
Dikson pretpostavlja, da će se tokom perioda Posthomic, Evropa i Afrika spojiti, i zatvoriti Sredozemno more. Azija i Severna Amerika će na severu Zemlje spojiti i zatvoriti Beringov moreuz. Južna Amerika se odvojila od Centralne Amerike. Australija se spojila sa Južnom Azijom, podigavši planinski lanac. Delovi Istočne Afrike su se odvojili i nastalo je ostrvo Lemurija. Formirana su i vulkanska ostrva - arhipelag Pakaus (eng. Pacaus) i ostrvo Batavija (eng. Batavia).

## Neke od životinja iz knjige
- Palatops spp. (eng. Rootsucker) - oklopljeni glodar iz severnoameričkih pustinja koji ima pljosnatu glavu u obliku lopate.
- Myrmevenarius amphibius (eng. Swimming Anteater) - mravojed koji živi u južnoameričkim močvarama.
- Phocapotamus lutuphagus (eng. 'Mud-Gulper) - džinovski glodar koji ponseća na lamantina koji ima glavu nilskog konja, i živi u afričkim močvarama.
- Natopithecus ranapes (eng. Swimming Monkey) - majmun koji živi u afričkim močvarama i hrani se ribom.
- Terebradens tubauris (eng. Truteal) - slepi sisar koji podseća na rovku sa zečjim ušima i kljunom ptice, živi u azijskim listopadnim šumama, i hrani se glistama
- Proboscisuncus spp. (eng. Tree Drummer) - životinja slična rovki sa surlom i zubima sličnim kljovama slona, koja živi u azijskim listopadnim šumama na drveću.
- Armatechinos impenetrabilis (eng. Testadon) - insektojed koji podseća na ježa, samo što umesto iglica ima oklop sličan kod armadila, i živi u listopadnim šumama Evrope.
- Grima frondiforme (eng. Oakleaf Toad) - žaba koja ima leđa u obliku hrastovog lista, i živi u listopadnim šumama Evrope.
- Tapimus maximus (eng. Tapimus) - glodar sa kljovama iz Južne Amerike.
- Silfrangerus giganteus (eng. Giantala) - džinovski torbarski lenjivac koji podseća na kengura, i živi u tropskim šumama Australije.
- Thylasus virgatus (eng. Posset) - svinja-torbar koja živi u tropskim šumama Australije
- Tetraceras africanus (eng. Rundihorn) - džinovska gigantilopa (gigantilope su masivni potomci antilopa) slična nosorogu koja živi u tropskim savanama u Africi.
- Megalodorcas giganteus (eng. Gigantelope) - džinovska životinja veličine slona sa četiri roga i dugim vratom koja živi u afričkim savanama.
- Procerosus elephanasus (eng. Zarander) - svinja sa slonovskom surlom i četiri kljove koja živi u prašumama Afrike.
- Formicederus paladens (eng. Turmi) - svinja mravojed iz afričkih prašuma.
- Scinderedens solungulus (eng. Distarterops) - vodeni pacov koji predstavlja mešavinu morža i dabra, i živi u polarnim okeanima.
- Castratragus grandiceros (eng. Cleft-Back Antelope) - primitivna antilopa sa ostrva Lemurija.
- Megalodorcas borealis (eng. Woolly gigantelope) - podvrsta gigantilope koja živi u krdima na severnom delu kontinenta. Koristi svoje rogove kako bi sklonila sneg sa puta. Može se reći da je srodna davno izumrlom runastom mamutu.

## Spoljašnje veze
- „Kompletna knjiga u vidu web-sajta”.
- After Man na Internet Archive
- After Man na zvaničnom web-sajtu Dougala Diksona
- After Man: A Zoology of the Future (1990 Japanese TV documentary) на веб-сајту  (језик: енглески)
- Dougal Dixon’s After Man, the Initial Pitch Document